# Antonín Šimek (pedagog)
Antonín Šimek, křtěný Anton Ignác Franz (26. března 1887 Nové Hrady – 7. května 1942 koncentrační tábor Mauthausen) byl český chemik, pedagog a odbojář popravený nacisty.

## Život
Antonín Šimek se narodil 26. března 1887 v jihočeských Nových Hradech rodičům Františkovi a Boženě Šimkovým. Otec František Šimek byl notář. Studoval na gymnáziích v Benešově a Písku, kde v roce 1906 maturoval. Následovala studia na Filozofické fakultě Univerzity Karlovy, kde získal v roce 1911 titul doktora filozofie, a dále na univerzitách v Jeně a Groningenu. Od roku 1920 až do zatčení pracoval v Ústavu teoretické a fyzikální chemie na Přírodovědecké fakultě Masarykovy univerzity v Brně jako profesor a ředitel. Mezi lety 1929 a 1930 byl děkanem přírodovědecké fakulty. Zabýval se především výzkumu krystalické struktury konkrétně rentgenovou strukturní analýzou v mineralogii, a chemií teluru. Byl autorem četných vědeckých pojednání věnujících se tomuto tématu. Překládal odbornou literaturu z angličtiny a nizozemštiny, mj. dílo Ve stínech zítřka Johana Huizingy. Byl členem Královské české společnosti nauk, Moravské přírodovědecké společnosti, Československé národní rady badatelské, Masarykovi akademie práce, Jednoty českých matematiků a fyziků a dalších. Po německé okupaci se zapojil do protinacistického odboje v rámci organizace Obrana národa. Byl zatčen gestapem, dne 13. 1. 1942 odsouzen stanným soudem v Brně k trestu smrti a dne 7. 5. 1942 popraven v koncentračním táboře Mauthausen.

## Rodina
Antonín Šimek se 20. 6. 1925 v Praze oženil s Hannah Kadlecovou, žačkou Jaroslava Heyrovského a asistentkou v Ústavu fyzikální chemie na Přírodovědecké fakultě Masarykovy univerzity. V lednu 1926 se manželům narodil syn Jan (budoucí evangelický farář), v březnu 1927 dcera Hanah (budoucí hudebnice a manželka architekta Čestmíra Šlapety) a v březnu 1931 syn Blahoslav.